# Tarell Alvin McCraney

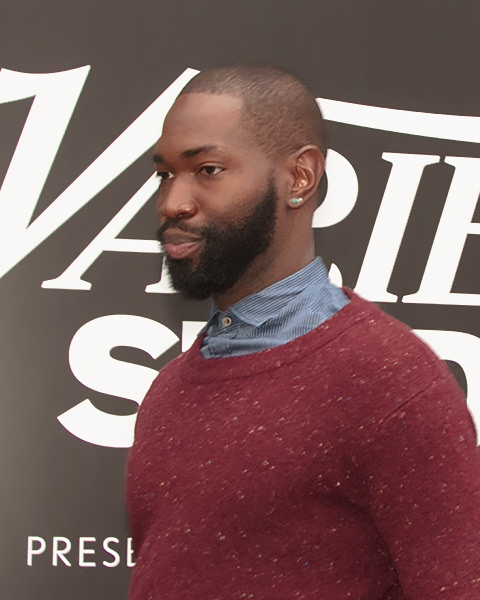
Tarell Alvin McCraney (2016)

Tarell Alvin McCraney (* 17. Oktober 1980 in Miami, Florida) ist ein amerikanischer Dramatiker und Schauspieler. Er ist Mitglied der Teo Castellanos / D Projects Theater Company in Miami.

## Leben
McCraney besuchte eine Kunst-Highschool in Miami. An der DePaul University in Chicago erwarb er einen Bachelor als Schauspieler. 2007 schloss er den Dramatiker-Lehrgang der Yale School of Drama ab.
Als Schauspieler arbeitete McCraney mit Regisseuren wie Tina Landau von der Steppenwolf Theatre Company in Chicago, David Cromer oder Peter Brook, mit dem er auch Workshops gibt.
2008 wurde McCraney International Writer in Residence der Royal Shakespeare Company in London. 2013 erhielt er eine MacArthur Fellowship, 2024 wurde er zum Mitglied der American Academy of Arts and Sciences gewählt.
Im Rahmen eines Theater-Schulprojekts schrieb McCraney In Moonlight Black Boys Look Blue, einen Text, der stark auf seiner eigenen Erfahrung als homosexueller Jugendlicher im Stadtviertel Liberty City von Miami basiert. Der Text war eher für eine visuelle Umsetzung hin geschrieben denn als Theaterstück und wurde niemals aufgeführt oder veröffentlicht. Erst der ebenfalls aus Liberty City stammende Regisseur Barry Jenkins entdeckte die in Vergessenheit geratene Arbeit und arbeitete sie mit McCraneys Zustimmung in das Drehbuch zu dem Spielfilm Moonlight um. Sowohl Drehbuch als auch Film gewannen den Oscar bei der Verleihung 2017. McCraney outete sich homosexuell.

## Werke
- Brother/Sister-Trilogie
  - The Brothers Size
  - In the Red and Brown Water
  - Marcus; Or the Secret of Sweet
- Without/Sin
- Run Mourner, Run
- Wig Out!
- The Breach

## Filmografie
- 2016: Moonlight
- 2019: High Flying Bird

## Sekundärliteratur
- David Román: The Distant Present of Tarell Alvin McCraney. In: American Quarterly 66:1, 2014, S. 181–195.